# Caro (cognome)
Caro è un cognome di lingua italiana.

## Varianti
Cara, Carella, Carelli, Carello, Cari, Caricchia, Carini, Carissimi, Carofiglio, Carofratello, Carolillo, Caroni, Carosi, Carotenuto, Carotti, Carozzi, Caruccio, Carulli, Carullo, Carutti, De Caro, Di Cara, Di Caro, La Cara, Li Cari.

## Origine e diffusione
Cognome tipicamente panitaliano, è presente prevalentemente in Italia centro-meridionale.
Potrebbe derivare dal prenome Caro, anche possibile aferesi di Macario, dal latino carus, "amato".
Le varianti Carullo, Carissimi, De Caro e Di Caro sono meridionali; Cari e Cara sono centro-settentrionali; Carozzi è ligure e piemontese; Carotenuto è centro-meridionale.

## Persone
- Annibal Caro – scrittore italiano